# California Games
California Games è un videogioco sportivo pubblicato dalla Epyx a partire dal 1987 per numerosi home computer e console. Le edizioni per computer europee vennero pubblicate dalla U.S. Gold, le edizioni per console da altri editori. Sulla scia dei celebri titoli della serie Games, questo videogioco consiste in una serie di sfide in alcuni sport ritenuti popolari in California: skateboard, footbag freestyle, surf, pattinaggio, frisbee e BMX.
Il gioco ebbe un ottimo successo, diventando uno dei più venduti all'epoca e ottenendo buone recensioni, almeno per alcune delle versioni. Nel 1992 fu prodotto un sequel intitolato California Games II, che però non ebbe la stessa accoglienza del predecessore.

## Modalità di gioco
Il gioco consiste in sei discipline sportive, che si possono affrontare al completo, o selezionarne solo alcune, o fare allenamento senza punteggio su una. Prima di gareggiare il giocatore sceglie uno sponsor tra diversi marchi del mondo reale, a scopo soltanto decorativo. È disponibile anche la modalità multigiocatore, ma nessuna disciplina è in simultanea (a eccezione di due discipline nella versione Mega Drive); i giocatori competono uno alla volta per ottenere il maggior punteggio totale.
Tutte le discipline mostrano una visuale di lato del concorrente, che può essere un uomo o una donna a seconda della disciplina. Descrizioni delle discipline:
- Halfpipe: si devono compiere acrobazie con lo skateboard, muovendosi a destra e sinistra sulla rampa a U mostrata con prospettiva fissa di fronte alla scritta Hollywood. C'è un limite di tempo e un limite di tre cadute massime. Si possono effettuare acrobazie di tre tipi in cima alla rampa, se si agisce con i giusti tempi.
- Footbag: il concorrente si muove a destra e sinistra su un prato con lo sfondo del Golden Gate Bridge e deve colpire una pallina floscia con testa, piedi e ginocchia, senza farla cadere e cercando di fare acrobazie. Può anche ruotare su sé stesso per rivolgersi di fronte o di spalle.
- Surf: si guida il surfista sopra una grande onda tubolare a scorrimento orizzontale, dirigendo la tavola con virate normali o strette. Si deve cercare di resistere più a lungo possibile senza cadere e di compiere evoluzioni, fino a raggiungere il limite di tempo o di cadute. Alla fine si ottengono i voti di una giuria in base a vari fattori.
- Pattinaggio a rotelle: la concorrente segue un percorso rettilineo su un marciapiede lungo la spiaggia, con visuale isometrica a scorrimento orizzontale. Ci sono ostacoli, come interruzioni del marciapiede o bucce di banana, da saltare o schivare lateralmente. Saltare rende più punti, specialmente se si fanno piroette in volo. C'è il solito limite sul numero di cadute.
- BMX: si percorre una pista da cross con ripidi saliscendi e ostacoli, con visuale isometrica a scorrimento orizzontale. Questa è l'unica disciplina che richiede lo smanettamento dei controlli per prendere velocità. Si può sterzare per lo spostamento trasversale, impennare e saltare. I salti acrobatici fanno guadagnare più punti. Anche qui ci sono limiti di tempo e di cadute, ma una caduta grave di testa fa terminare la prova subito.
- Frisbee: sul prato di un parco naturale, prima si controlla la lanciatrice (lanciatore in alcune versioni), regolando la velocità e l'angolazione del tiro, poi si passa alla compagna di squadra che deve ricevere il frisbee. L'inquadratura segue il frisbee con scorrimento orizzontale, mentre in alto un radar indica la posizione della ricevitrice, che inizialmente è lontana e fuori schermo. Per ricevere si può correre a destra e sinistra, tuffarsi e saltare. Si possono fare tre lanci e si ricevono punti in base a vari fattori.

Nelle versioni per console Atari 2600 e Atari Lynx mancano le discipline del pattinaggio e del frisbee.
Nella versione per Mega Drive manca la disciplina del frisbee; in compenso nelle discipline di halfpipe e footbag venne introdotta la possibilità di multigiocatore in simultanea, con due concorrenti sulla stessa rampa o stesso prato.
In molte versioni, la colonna sonora comprende un rifacimento autorizzato di Louie Louie durante l'introduzione.

## Accoglienza
California Games venne sviluppato inizialmente per Commodore 64 e questa versione fu molto apprezzata, mentre il successo fu più limitato su altre piattaforme, per via della qualità non sempre buona delle conversioni. Nel complesso, a suo tempo California Games fu uno dei maggiori successi videoludici certificati in termini di vendite; nel 1989 raggiunse le 500 000 copie vendute e a fine anno erano ancora in crescita.
Secondo David Morse, all'epoca amministratore delegato della Epyx, nei test da loro effettuati sui potenziali consumatori, fu il primo videogioco dell'azienda ad avere per le ragazze la stessa attrattiva che per i ragazzi.
Tra i titoli della Epyx, che già era un'azienda rinomata, California Games divenne il più grande successo in assoluto, ma segnò anche il termine del suo periodo d'oro e l'inizio del declino.
La versione per Atari Lynx, che era inclusa con alcune edizioni della console, fu messa nel 2004 nella selezione di GameSpot dei più grandi videogiochi di tutti i tempi (che arrivò a comprendere circa 80 titoli nel 2007).